# Phoenix Shot Tower
La Phoenix Shot Tower  est une tour située à Baltimore (Maryland, États-Unis).
Haute de 65,5 mètres, ce fut la plus haute structure des États-Unis, de sa construction en 1828 à celle de la Trinity Church à New York en 1846.
À l'origine, elle fut une tour à plomb qui servit à la fabrication de grenaille pour la Merchant's Shot Tower Company jusqu'à la faillite de cette dernière en 1898. Le principe de fabrication consiste à laisser couler des fines gouttelettes de plomb fondu du haut de la tour et de les faire tomber dans un bac d'eau froide situé au bas de la tour. La chute donne une forme sphérique aux gouttelettes et le plomb se solidifie instantanément au contact de l'eau ce qui fait apparaître les balles en plomb.
La production continua néanmoins jusqu'en 1892, avant que de nouvelles techniques de fabrication la rendent obsolète, bien qu'elle reprît temporairement service au début du XXe siècle.
En 1921, la tour fut rachetée par l'Union Oil Company (aujourd'hui Unocal Corporation) qui avait pour projet de la détruire et de la remplacer par une station-service. Après une forte opposition de la population et une collecte de fonds, la tour fut finalement revendue à la municipalité de Baltimore en 1928 bien que le permis de démolir ait été accordé auparavant. Aujourd'hui, il ne reste plus que onze tours à plomb aux États-Unis, la Phoenix Shot Tower est d'ailleurs classée National Historic Landmark.
Successivement, elle prit les noms de Phoenix Shot Tower, puis Merchants Shot Tower et enfin Old Baltimore Shot Tower.